# Champs-Élysées
A Avenue des Champs-Élysées (AFI: /avəny de ʃɑ̃z‿eliˈze/ pronúnciaⓘ, em português:  Avenida dos Campos Elísios) é uma prestigiada avenida de Paris, na França. Com os seus cinemas, cafés, lojas de especialidades luxuosas e árvores de castanheiros-da-índia, a Avenue des Champs-Élysées é uma das mais famosas ruas do mundo e com aluguéis que chegam a € 1,1 milhão (USD 1,5 milhão) por ano, por 92,9 metros quadrados de espaço, ela continua a ser a segunda avenida mais cara em imóveis em toda a Europa, tendo sido recentemente (em 2010) ultrapassada pela Bond Street, em Londres. O nome em francês Campos Elísios, faz referência ao paraíso dos mortos na mitologia grega, ao contrário do Tártaro.
A Avenue des Champs-Élysées é conhecida na França como La plus belle avenue du monde ("A avenida mais bela do mundo "). A chegada de lojas de redes globais nos últimos anos tem mudado notavelmente o seu caráter e, em um primeiro esforço para conter essas mudanças, a cidade de Paris (que tem chamado esta tendência de "banalização") decidiu, em 2007, proibir a multinacional sueca H&M de abrir uma loja na avenida. Em 2008, porém, a cadeia de vestuário estadunidense Abercrombie & Fitch conseguiu abrir uma loja.

## Descrição
A avenida tem 71 metros de largura por 1,9 km de comprimento, iniciando-se na Place de la Concorde, junto ao Obelisco de Luxor, Museu do Louvre e Jardins das Tulherias, e segue a orientação sudeste-noroeste e termina na praça Charles de Gaulle, onde está o Arco do Triunfo. O prolongamento para noroeste na direcção do Grande Arco de la Défense é efetuado pela Avenida de la Grande Armée. Situa-se no 8º arrondissement de Paris, a noroeste da cidade.
A avenue des Champs-Élysées forma o Eixo histórico de Paris.
Um dos principais destinos turísticos em Paris, a parte inferior da Champs-Élysées é delimitada por edifícios como o Théâtre Marigny e o Grand Palais (que contém o Palais de la Découverte). O Palácio do Eliseu é um pouco ao norte, mas não na própria avenida. Mais a oeste, a avenida está alinhada com cinemas, cafés e restaurantes, e lojas especializadas de luxo. A Champs-Élysées termina no Arco do Triunfo, construído por Napoleão Bonaparte para homenagear suas conquistas.

## História
Os primeiros projectos de construção de uma grande avenida em linha recta no que é hoje o Champs-Élysées datam de 1667, pelo arquitecto Le Nôtre. A avenida foi sendo prolongada ao longo do século XVIII. É actualmente o local dos grandes desfiles patrióticos franceses, como o de comemoração do armistício da Primeira Guerra Mundial.

## Futuro
Em Janeiro de 2021, foi anunciado que a avenida vai ser alvo de uma grande transformação depois de 2024. O projeto é do arquiteto Philippe Chiambaretta e a sua agência PCA-STREAM e pretende transformá-la numa avenida “mais verde”.
O tráfego de veículos será reduzido para metade e os pedestres poderão usufruir de passeios mais largos e com mais espaços verdes.

A primeira fase do projeto vai focar-se na renovação da Praça da Concórdia, que terá de acontecer antes dos Jogos Olímpicos de 2024. A restante reforma só será concluída depois desse desportivo.

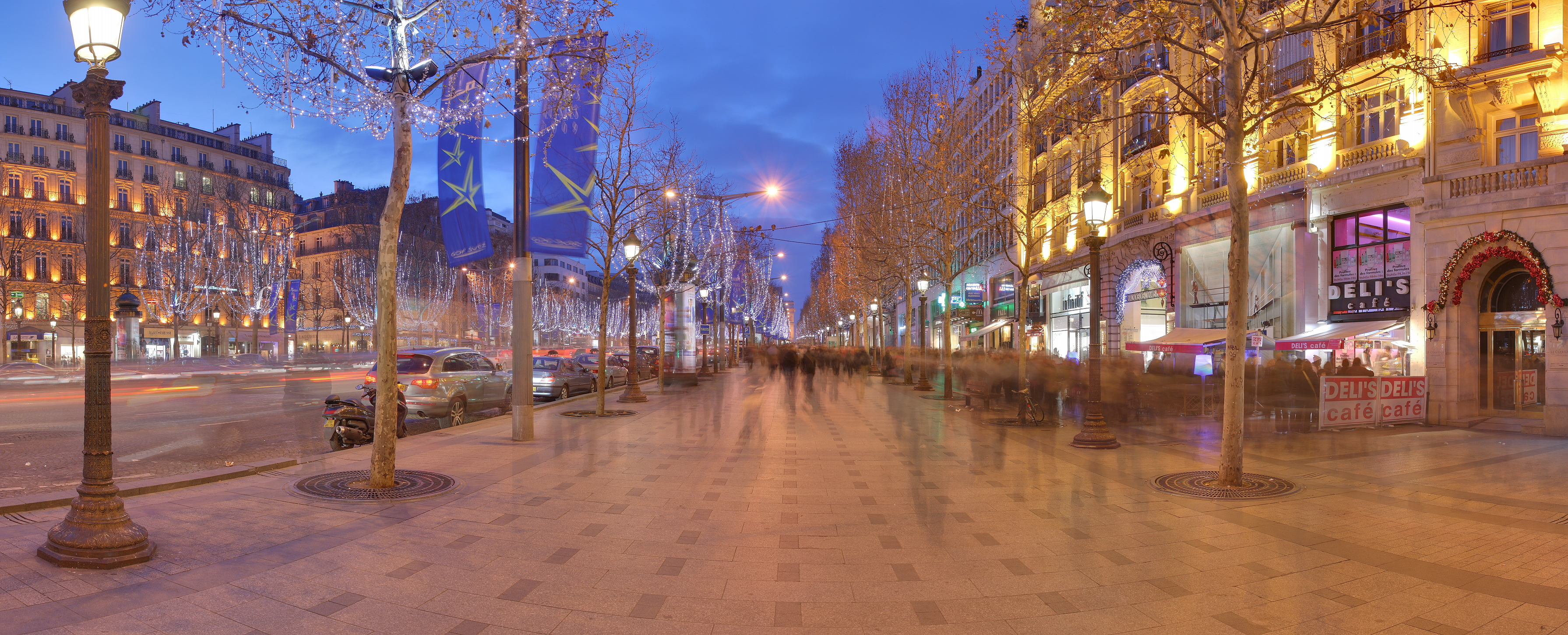
Calçada da Champs-Élysées à noite.

## Estações de metro que servem a Avenue des Champs-Élysées
- Concorde - Linhas 1, 8 e 12
- Champs-Élysées — Clemenceau - Linhas 1 e 13
- Franklin D. Roosevelt - Linhas 1 e 9
- George V - Linhas 1
- Charles de Gaulle — Étoile - Linhas 1, 2 e 6 e RER A